# Liste der Monuments historiques in Giremoutiers
Die Liste der Monuments historiques in Giremoutiers führt die Monuments historiques in der französischen Gemeinde Giremoutiers auf.

## Liste der Objekte
| Bezeichnung                                    | Beschreibung | Standort                                                            | Kennzeichnung | Schutzstatus | Datum | Bild |
| ---------------------------------------------- | --- | ------------------------------------------------------------------- | ------------- | ------------ | ----- | ---- |
| Skulptur Madonna mit Kind                      | Kalkstein, 18. Jahrhundert | in der Kirche St-Pierre (Lage)                                      | PM77003147    | Inscrit      | 1979  |      |
| Skulptur Christus am Kreuz                     | Hölzerne Skulptur aus dem 18. Jahrhundert, restauriert im 19. Jahrhundert                                                                                | An der Nordwand, in der Nähe der Kanzel der Kirche St-Pierre (Lage) | PM77002909    | Inscrit      | 1978  |      |
| Prozessionsstab mit Statuette Madonna mit Kind | Prozessionsstab und Statuette aus Holz mit teilweiser Vergoldung aus dem 19. Jahrhundert. Vier Voluten bilden einen Baldachin über der Madonna mit Kind. | Sakristei in der Kirche St-Pierre (Lage)                            | PM77003148    | Inscrit      | 1979  |      |
| Skulptur Heiliger Sebastian                    | Hölzerne Skulptur mit eher quadratischen Schultern und Hüften mit Übermalung der Originalfarben aus dem 16. oder 17. Jahrhundert.                        | In der Kirche St-Pierre (Lage)                                      | PM77002470    | Inscrit      | 1977  |      |